# Блетилла
Блетилла (лат. Bletilla) — род красивоцветущих травянистых растений семейства Орхидные (Orchidaceae). От пяти до десяти видов из Восточной Азии; некоторые из них — популярные садовые декоративные растения.

## Название
Научное название рода образовано добавлением уменьшительного суффикса к названию американского рода орхидей Bletia Ruiz & Pav. — Блетия, который, в свою очередь, назван в честь испанского фармацевта и ботаника Luis Blet, жившего в XVIII веке. Представители эти двух родов похожи, при этом растения из рода Блетилла имеют меньшие размеры.
Синонимы научного названия рода:
- Jimensia Raf.
- Polytoma Lour. ex Gomes

Стандартная аббревиатура рода в декоративном садоводстве — Ble.

## Распространение
Растения этого рода встречаются в Китае, Японии, Вьетнаме, Мьянме, а также на Тайване.

## Биологическое описание

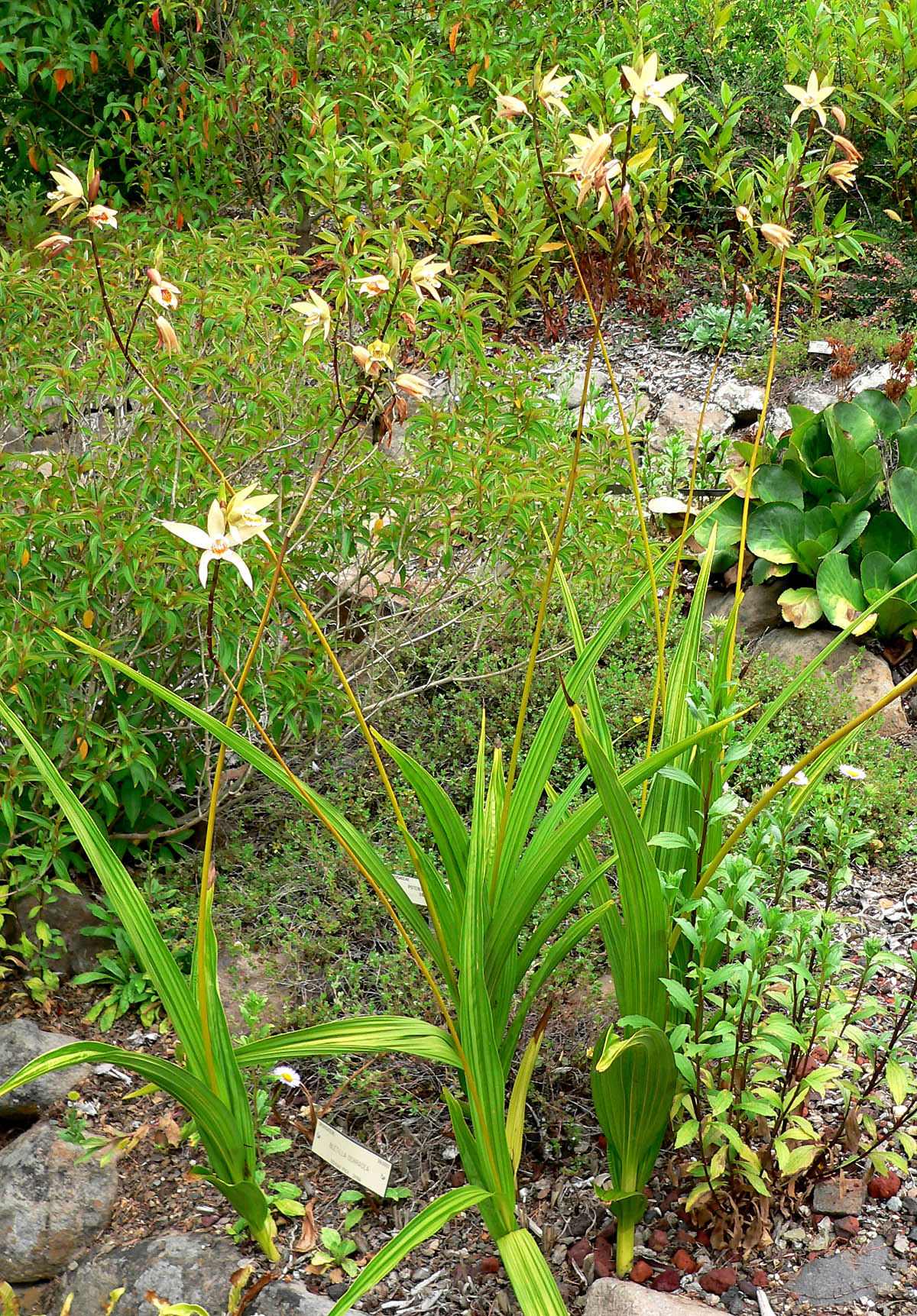
Блетилла буро-жёлтая (Bletilla ochracea)

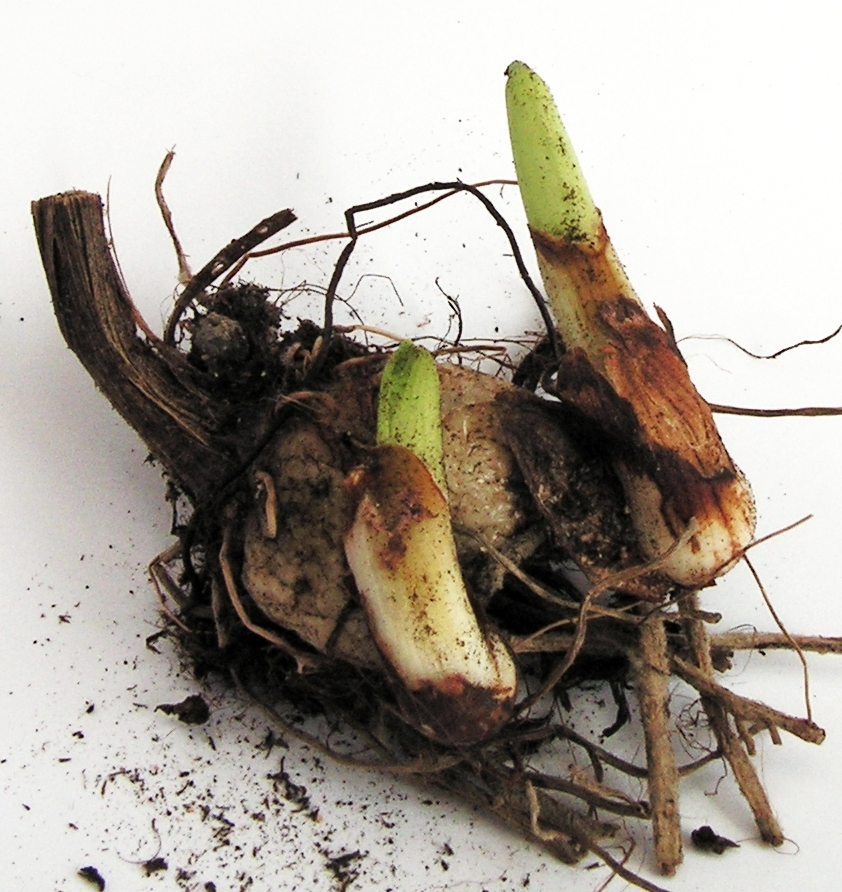
Блетилла полосатая (Bletilla striata). Псевдобульбы с молодыми побегами

Представители рода — многолетние невысокие наземные травянистые растения.
Псевдобульбы плотные, округлые, подземные, заглублены слабо. Из каждой псевдобульбы весной вырастает по несколько листьев.
Листья широколанцетные, продольноскладчатые, зелёные, иногда пестрые, мягкие, в длину могут достигать примерно полуметра.
Цветоносы появляются в более тёплых районах в конце весны, в районах с умеренным климатом — летом. Соцветие — малоцветковая кисть. Длина цветоносов, в зависимости от вида, от 20 до 40 см. Цветки мелкие, со слабым ароматом, имеют классическую орхидную форму. Чашелистики обратноланцетные, удлиненные, лепестки укороченные, серповидные. Окраска лепестков различна — от белой до лиловой. Губа — широкая, зубчатая, трёхлопастная, с крапинками. Боковые лопасти охватывают колонку; средняя — выступает вперёд или дугообразно выгнута назад. Колонка тонкая, с узкими лопастями с каждой стороны. Поллиниев четыре.

## Использование
Растения из этого рода используются в китайской традиционной медицине для остановки внутренних кровотечений и для уменьшения опухолей. Высушенные корни блетиллы — обычный товар для азиатских рынков и магазинов, торгующих лекарственными травами.

## Культивирование
Наиболее популярный вид блетиллы в декоративном садоводстве — Блетилла полосатая (Bletilla striata) с ярко-розовыми цветками. Эта орхидея считается одной из самых простых для выращивания в умеренной зоне. Ещё один культивируемый вид — Блетилла буро-жёлтая (Bletilla ochracea) со светло-жёлтыми цветками.
Агротехника:
Представители рода предпочитают плодородную почву; важно, чтобы весной и летом почва была влажной. Освещение: полутень. Растения лучше размещать группами. Если растения оставляют в земле на зиму (это возможно только в районах с тёплым климатом), осенью требуется корневая подкормка. В условиях европейской части России псевдобульбы не перезимовывают, на зиму их следует выкапывать и хранить в сухом прохладном месте.
В условиях оранжереи и комнатного содержания растения неприхотливы. Хорошо переносят пересадку. Большинство видов культивируют в прохладных помещениях. Землесмесь составляется из равных частей глинисто-дерновой, листовой подстилки, перегнойной земли и 0,5 части крупнозернистого песка. Поливают умеренно, в период покоя (для большинства видов это июль-август) полив полностью прекращают, а растения содержат в прохладном полузатененном месте. В период покоя листья полностью опадают. Полив возобновляют после окончания покоя. 
Внесение удобрений (0,01%-ный раствор полного миренального удобрения) осуществляется только в период активной вегетации.

## Виды
Виды с указанием ареала:
- Bletilla chartacea (King & Pantl.) Tang & F.T.Wang (1951). Северная Мьянма.
- Bletilla foliosa (King & Pantl.) Tang & F.T.Wang (1951). Центральный и Южный Китай, север Индокитая.
- Bletilla formosana (Hayata) Schltr. (1911) — Блетилла тайваньская, или Блетилла формозская. Центральный и Южный Китай, Тайвань, острова Рюкю (Япония).
- Bletilla ochracea Schltr. (1913) — Блетилла буро-жёлтая. Центральный и Южный Китай, Вьетнам.
- Bletilla striata (Thunb.) Rchb.f. (1878) — Блетилла полосатая. Китай, Япония. Имеется разновидность Bletilla striata var. alba с белыми цветками.

| |  |  |
| Слева направо: Блетилла буро-жёлтая (Bletilla ochracea), Блетилла полосатая (Bletilla striata), Блетилла полосатая (Bletilla striata var. alba). |  |  |

Все виды рода Блетилла входят в Приложение II Конвенции CITES. Цель Конвенции состоит в том, чтобы гарантировать, что международная торговля дикими животными и растениями не создаёт угрозы их выживанию.